# Holzhausen (Immenhausen)

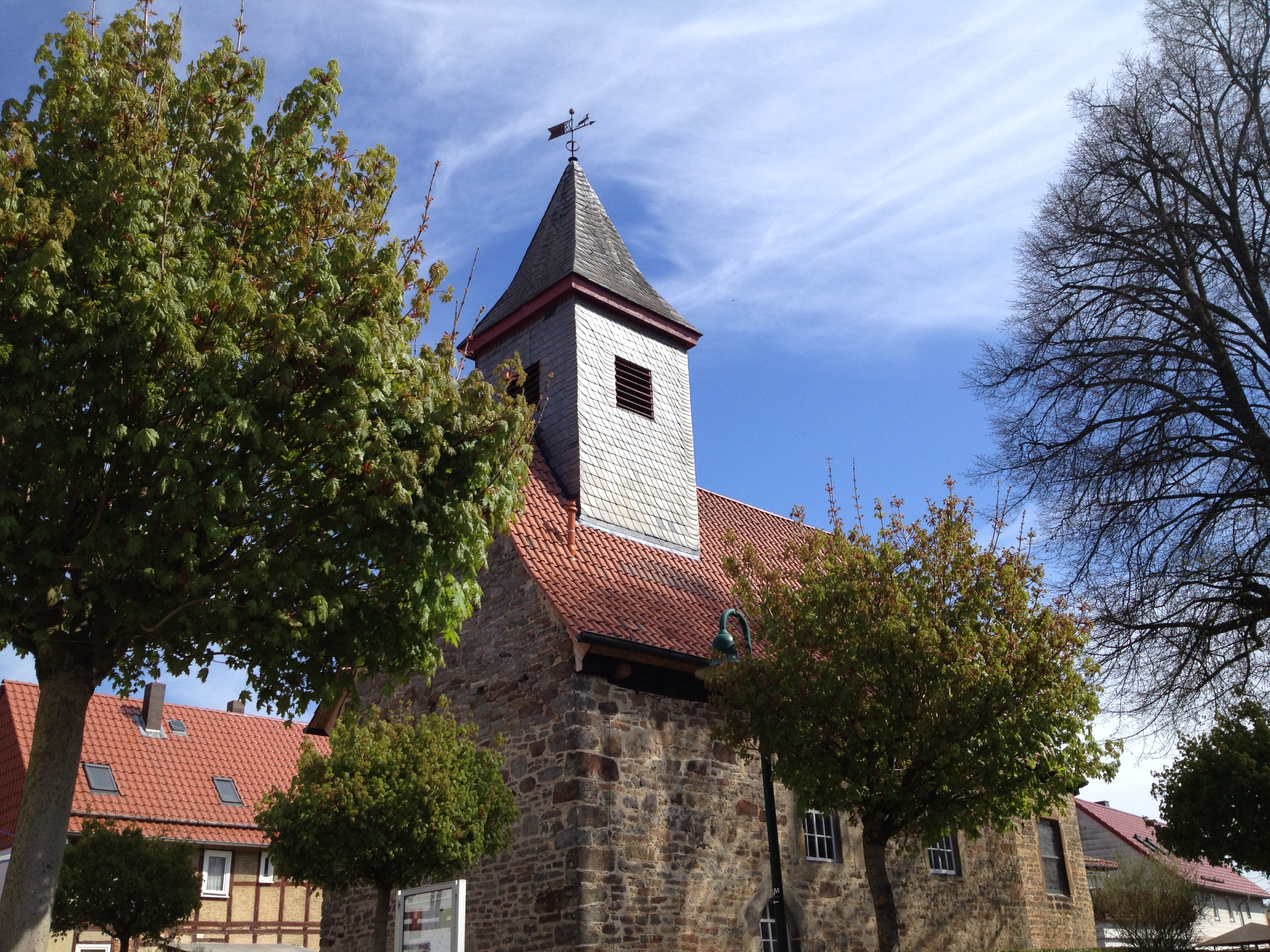
Evangelische Kirche St. Johannis

Holzhausen ist der östliche Stadtteil von Immenhausen im nordhessischen Landkreis Kassel (Deutschland).
Im Dorf, dessen Gemarkungsgebiet sich auf 6,90 km² Fläche erstreckt, leben etwa 1800 Einwohner.

## Geographie

### Geographische Lage
Holzhausen liegt etwa 11,5 km (Luftlinie) nordnordöstlich der Großstadt Kassel bzw. 4 km ostsüdöstlich der Kernstadt von Immenhausen am Südwestrand des Reinhardswalds. Im Wald erheben sich nördlich des Dorfs, das auf etwa 270 bis 320 m ü. NN liegt, der Junkernkopf (ca. 453 m ü. NN) und nordöstlich der Gahrenberg (472,1 m ü. NHN).
Der Ortskern von Holzhausen wird in Nord-Süd-Richtung vom Krummbach durchflossen, der etwas südsüdöstlich des Dorfs in den wenige Hundert Meter östlich in gleicher Richtung die Ortschaft passierenden Osterbach (linker Fulda-Zufluss) mündet. Nördlich des Ortskerns bzw. westlich des Nordteils von Holzhausen erstreckt sich der Thomasteich, der über einen Kanal vom Krummbach be- und entwässert wird, unweit westlich davon liegt die „Teichanlage Pfingstgemeinde“.
Unweit nordöstlich des Holzhäuser Ortskerns liegen der Fußballplatz des Dorfs und zwei Tennisplätze und in direkter nördlicher Nachbarschaft davon stehen Bürger- und Feuerwehrhaus. Nördlich der Ortschaft liegt in den Südausläufern des Reinhardswalds eine Schießanlage des Bundesgrenzschutz (BGS) und nordwestlich erstreckt sich auch im Reinhardswald die Freizeitanlage „Glück-Auf“.

### Verkehrsanbindung
Holzhausen ist über die Landesstraße (L) 3233 mit der westlich befindlichen Kernstadt Immenhausen verbunden, über die L 3239 mit dem südöstlich gelegenen Wilhelmshausen (Gemeindeteil von Fuldatal) sowie nach Norden über die L 3232, auf der man zum Beispiel nach Veckerhagen (Gemeindeteil von Reinhardshagen), Gottsbüren (Stadtteil von Trendelburg) und zur Sababurg gelangen kann, mit dem Reinhardswald und südwärts über die zuletzt genannte Straße mit Rothwesten und Simmershausen (beide zu Fuldatal); von dort gelangt man in gleicher Richtung fahrend auf der B 3 nach Ihringshausen (zu Fuldatal) und Kassel. Außerdem besteht über die Kreisstraße (K) 40 in Richtung Westen Verbindung nach Hohenkirchen (Gemeindeteil von Espenau) und südwärts nach Knickhagen (zu Fuldatal).
Ein Abschnitt der Straße der Weserrenaissance führt durch die Ortschaft Holzhausen und unweit am Dorf vorbei verläuft ein solcher der Deutschen Märchenstraße („Dornröschen-Route“); beide Straßen kreuzen sich im Reinhardswald.

## Geschichte
Der Name Holzhausen wurde urkundlich erstmals im Jahr 1020 als Oppidum „Holthusun“ genannt. 1073 wurde das zum Dorf gehörige Rittergut, heutzutage „Amthof“ genannt, erstmals erwähnt. Damals befand es sich im Besitz des Grafen Otto von Northeim, der es wiederum an das neu errichtete Kloster Hasungen verschenkte. Da sich im 17. Jahrhundert Holzhausen noch als Lehen des Klosters an Wedekind von Falkenberg befand, muss in früheren Jahren eine Übergabe erfolgt sein, ein genaues Datum ist jedoch nicht überliefert. Als ein weiterer Wedekind von Falkenberg, Vormund des hessischen Obrist-Lieutnants Christian de Wrede, 1627 starb und ihm noch über 2000 Taler schuldig blieb, einigten sich die Erben des Wedekind, Christian de Wrede am 5. Oktober 1638 das Gut Holzhausen zu übertragen. Es blieb bis 1675 in seinem Besitz, bevor es an den Braunschweiger Obrist-Lieutnant Hans Meier überging. In den Jahren 1370, 1469 und 1560 wurde die Ortschaft von mehreren Kriegsbränden heimgesucht und 1428 die kleine einschiffige Dorfkirche „St. Johannis“ erstmals erwähnt; weil sie romanische Ursprünge aufweist, existierte sie vermutlich schon zur Zeit der Ersterwähnung des Dorfs. Im Dreißigjährigen Krieg (1618 bis 1648) wurde Holzhausen sowohl 1626 als auch 1637 überfallen und erheblich verwüstet.
Der Braunkohlebergbau, der zwischen 1611 und 1970 in der Gegend von Holzhausen (z. B. am Gahrenberg) betrieben wurde, war die wichtigste Erwerbsquelle der Einwohner. Am 21. August 1821 wurde der Landkreis Hofgeismar gebildet, dem fortan unter anderem auch Holzhausen angehörte. Ab 1926, als die Holzhäuser Volksschule errichtet wurde, entstand nördlich des Ortskerns ein neues Siedlungsgebiet, das besonders zwischen 1950 und 1965 ausgebaut wurde, und nach 1945 ein weiteres Wohngebiet südlich des Ortskerns.
Am 1. Dezember 1970 fusionierten im Zuge der Gebietsreform in Hessen die Stadt Immenhausen und die bis dahin selbständigen Gemeinden Holzhausen und Mariendorf zur erweiterten Stadt Immenhausen.
Dadurch wurde Holzhausen ein Stadtteil von Immenhausen. Am 1. August 1972 ging der Landkreis Hofgeismar, dem das Dorf angehörte, im Landkreis Kassel auf. Ab 1990 wurden zahlreiche Straßenbau- und Gestaltungsmaßnahmen in Holzhausens durchgeführt.

## Sprache
Die Mundart von Holzhausen wurde sprachwissenschaftlich intensiv von Hermann Soost 1920 und Stefan Arend 1990 untersucht. Sie zählt noch zu den mitteldeutschen Mundarten, in den Nachbarorten Wilhelmshausen und Immenhausen wird (wurde) bereits Niederdeutsch gesprochen. Holzhausen ist damit der nördlichste hessischsprachige Ort.
Seit 2001 wird in Holzhausen der Nachwuchs-Literatur-Wettbewerb Holzhäuser Heckethaler verliehen.

## Denkmäler
Für die unter Denkmalschutz stehenden Kulturdenkmäler des Ortes siehe die Liste der Kulturdenkmäler in Holzhausen.

## Persönlichkeiten
- Erhard Schütz (* 1946), Literaturwissenschaftler und Hochschullehrer
- Volker Sommer (* 1954), Anthropologe und Professor für Evolutionäre Anthropologie am University College London (UCL)

## Ehrenbürger
- 1895 Otto von Bismarck (1815–1898), Reichskanzler